# Döllnitz (Leuchtenberg)
Döllnitz ist ein Gemeindeteil des Marktes Leuchtenberg im Landkreis Neustadt an der Waldnaab (Oberpfalz, Bayern).

## Geografie
Das Kirchdorf liegt im Naturpark Nördlicher Oberpfälzer Wald im Tal der Pfreimd. Die B 22 führt 600 Meter östlich an Döllnitz vorbei, in 1,2 Kilometer Entfernung befindet sich in nordwestlicher Richtung die Autobahn A 6.

## Geschichte

### Slawische Besiedlung
Slawische Ortsnamen wie Döllnitz, Söllitz, Köttlitz, Gleiritsch, Hohentreswitz oder Trefnitz belegen eine frühe Besiedlung der Gegend um die Pfreimd. Aus dem Osten einsickernde slawische Siedler trafen auf aus dem Süden nordwärts vordringende Bajuwaren. In einer weiteren Siedlungsphase, dessen Schwerpunkt im 10. Und 11. Jahrhundert lag, entstanden eine Reihe von „dorf“-Orten wie Pamsendorf oder Fuchsendorf, denen weitere Rodungssiedlungen, die „richt“-Orte und „ried“-Orte wie Trichenricht, Lampenricht oder Zeinried folgten. Auch Ortsnamen auf „schwand“ wie Großenschwand oder Kleinschwand sind Rodungssiedlungen. Der slawisch klingende Ortsname Trausnitz gehört nicht zu diesen frühen Siedlungsnamen. Er bezog sich anfänglich nur auf die Trausnitz und ist als „Traußnit, Trausniht, Trausnicht oder Truwesnicht“ in den Akten zu finden.

### Das Geschlecht der Döllnitzer
Das Geschlecht der Döllnitzer tauchte bereits in Urkunden des frühen 12. Jahrhunderts auf. Seit etwa 1130 ist das Geschlecht nachweisbar, als bei einer Schenkung „Adalbertus de Tolinze“ als Zeuge auftrat. Zwischen 1138 und 1146 übereignet „Adalbertus de Tolnce“ dem Kloster Rohr Besitzungen. 1177 nennt eine Urkunde einen „Heinricus de Tolnz“ als Zeugen. Die Edelfreien Adalbert und Heinrich von Döllnitz waren Lehensleute der Markgrafen von Cham und Vohburg. Sie wechselten später in ein Dienstverhältnis zu den Landgrafen von Leuchtenberg. Der Ort Döllnitz war 1280 mit der Burg Wernberg an die Paulsdorfer übergegangen. Er kam später wieder zum Besitz der Landgrafen von Leuchtenberg.

### Pfarrei
Die Pfarrei Döllnitz mit der katholischen Kirche St. Jakob ist im Pfarreienverzeichnis von 1326 erstmals erwähnt. Im 14. Jahrhundert gehörte sie zu Leuchtenberg. 1438 bestand ein Dekanat Leuchtenberg mit den Pfarreien Döllnitz, Köblitz, Luhe, Michldorf, Pfreimd und Schirmitz. Döllnitz bestand bis 1671 als Pfarrei, wurde dann eine Expositur von Leuchtenberg.

### Kirche St. Jakob
In Döllnitz stand spätestens im 14. Jahrhundert eine gotische Kirche, der Ort war eigenständige Pfarrei. Die Wirren des Dreißigjährigen Krieges von 1618 bis 1648, der ein Konflikt um die Vorherrschaft im Heiligen Römischen Reich Deutscher Nation und in Europa und zugleich ein Religionskrieg war, hatte 1621 die Oberpfalz erreicht, mit verheerenden Auswirkungen in wirtschaftlicher, gesellschaftlicher und kultureller Art. Auch die Gegend um Döllnitz war davon stark betroffen. Das Gotteshaus verfiel immer mehr. 1685 bauten die Bewohner von Döllnitz die ehemals gotische Kirche wieder auf. Der Neubau der Kirche erfolgte in den Jahren 1927/1928.

## Steuerdistrikt und Gemeindebildung
Das Königreich Bayern wurde 1808 in 15 Kreise eingeteilt. Diese Kreise wurden nach französischem Vorbild nach Flüssen benannt (Naabkreis, Regenkreis, Unterdonaukreis usw.). Die Kreise gliederten sich in Landgerichtsbezirke. Die Bezirke wiederum sollten in einzelne Gemeindegebiete eingeteilt werden. 1808 wurde das Landgericht Vohenstrauß in 47 Steuerdistrikte eingeteilt. Einer davon war der Distrikt Döllnitz mit den Dörfern Döllnitz, Bernrieth, Preppach, Wittschau und den Einöden Schönmühle und Thonmühle. 1821 bis 1830 bestand die eigenständige Gemeinde Döllnitz mit den Ortschaften Döllnitz, Bernrieth und den Einöden Tanzmühle und Thonmmühle. 1830 wurde die eigenständige Gemeinde Reisach aufgelöst und in die Gemeinde Döllnitz eingegliedert. 1946 erfolgte die Umgemeindung von Reisach nach Trausnitz im Landkreis Nabburg. Von der aufgelösten Gemeinde Woppenrieth wurden 1946 Fischerhammer und Kainzmühle in die Gemeinde Döllnitz eingegliedert. Im Zuge der Gemeindegebietsreform in Bayern wurden am 1. Januar 1968 die Gemeinden Altenstadt bei Vohenstrauß, Böhmischbruck, Döllnitz, Kaimling, Oberlind, Roggenstein und Waldau zunächst in den Standesamtsbezirk Vohenstrauß eingegliedert. Mit Wirkung vom 1. Januar 1972 erfolgte die Eingemeindung von Kaimling, Oberlind, Roggenstein und Waldau nach Vohenstrauß. Am 1. Juli 1976 wurde die Gemeinde Döllnitz wieder aus dem Standesamtsbezirk Vohenstrauß ausgegliedert. Am 1. Mai 1978 kam Döllnitz mit dem Ort Preppach zum Markt Leuchtenberg.

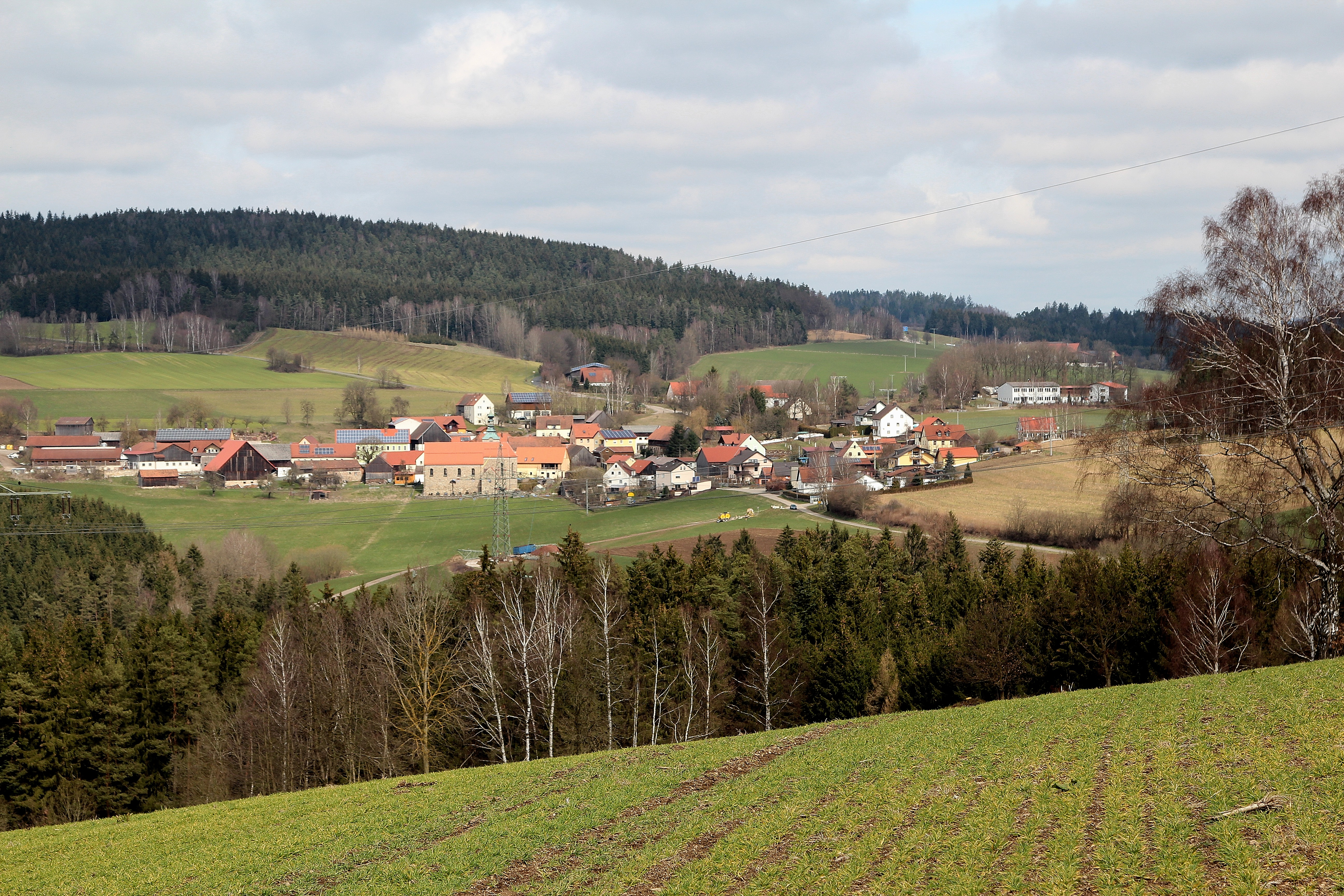
Döllnitz (2016)
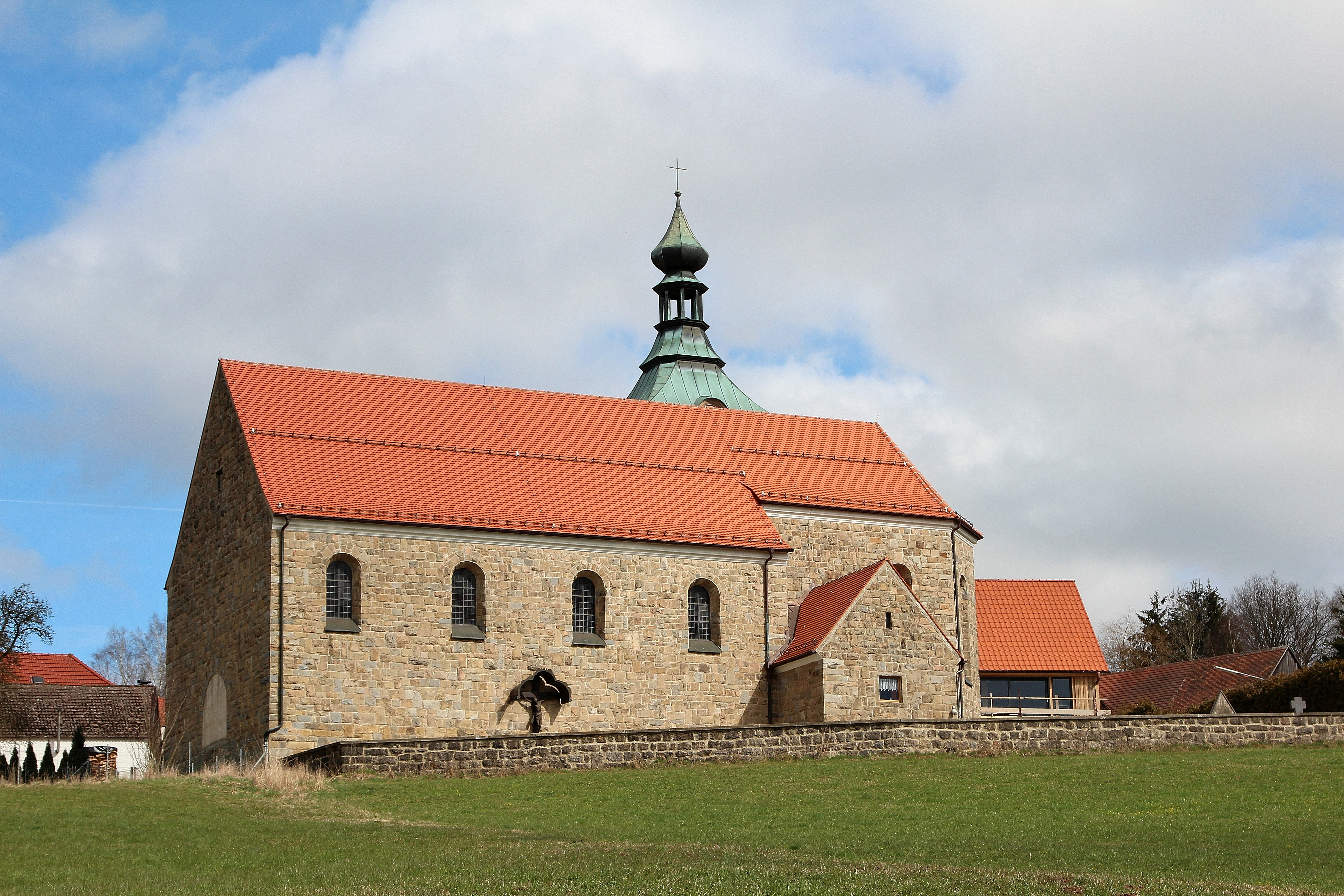
St. Jakob (2016)
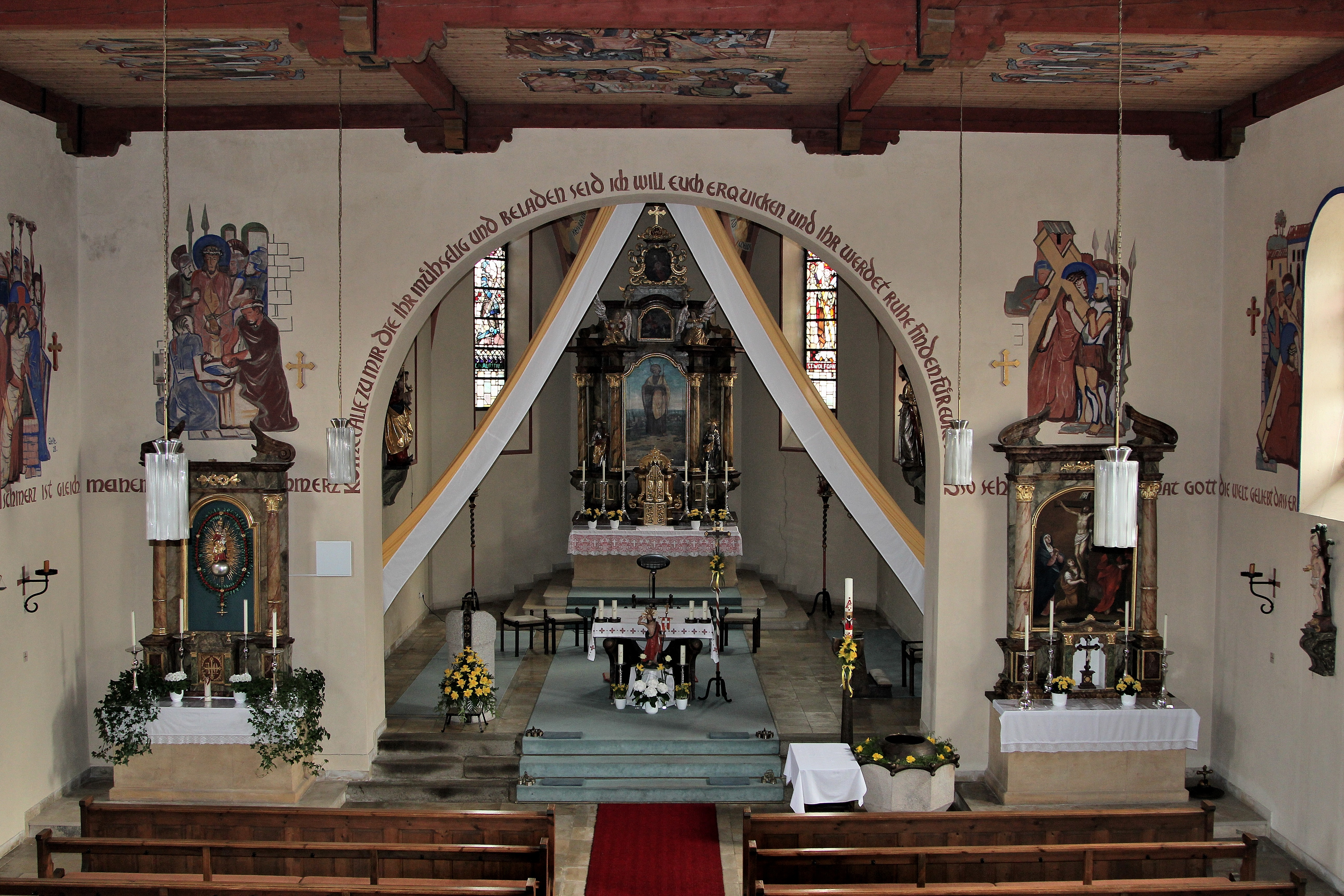
St. Jakob (2016)
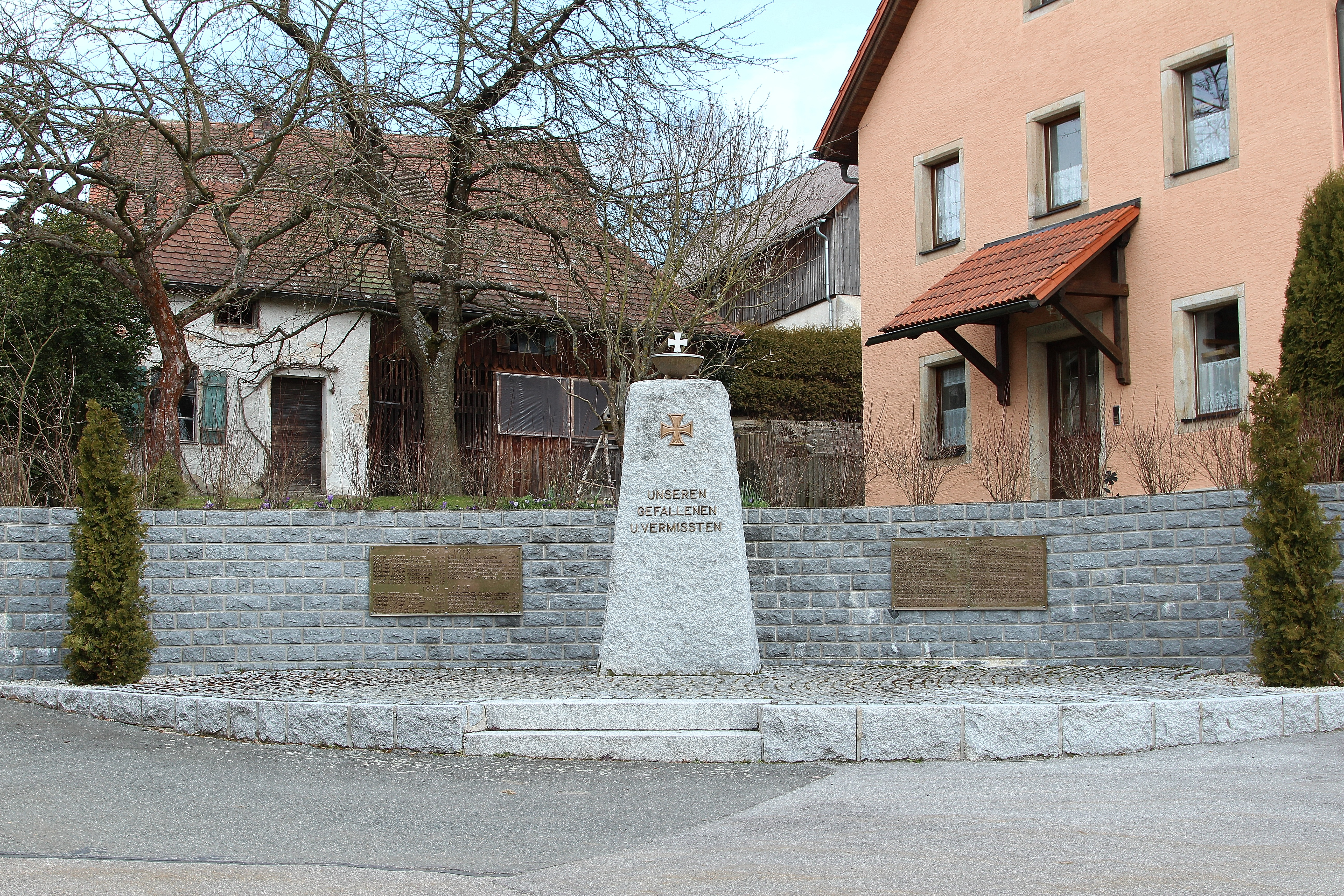
Denkmal für die Gefallenen (2016)
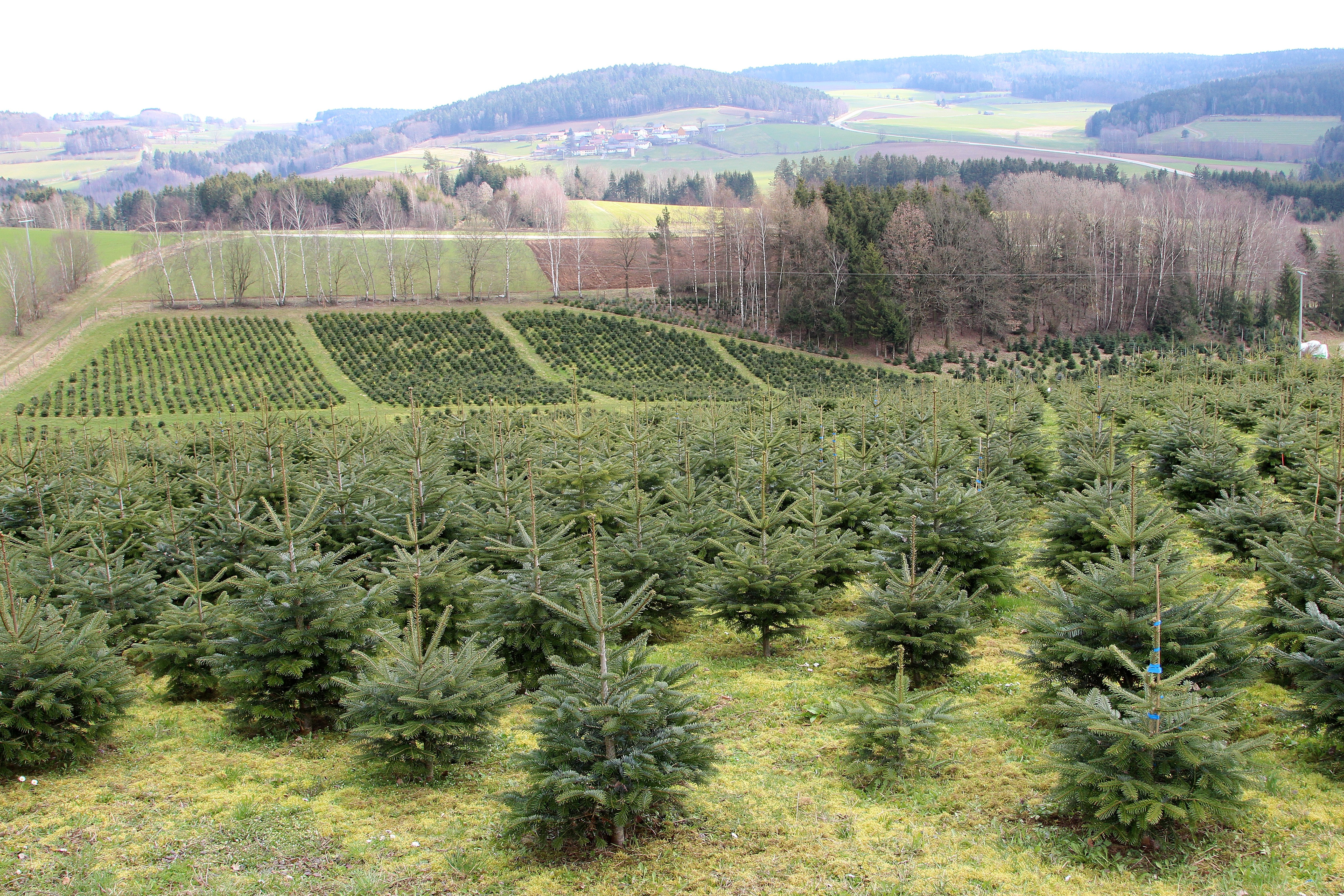
Christbaumhof Kammerer (2016)